# النجم الرياضي اللجمي
النجم الرياضي اللجمي، يُعرف بـ ESE اختصاراً لـ (بالفرنسية: Etoile sportive d'Eljem)‏، هو فريق كرة قدم تونسي من مدينة الجم، تأسس في السنة 1962. ينشط في موسم 2023-2024 في الرابطة التونسية الثالثة مستوى ثاني.

## وصلات خارجية
- صفحة النجم الرياضي اللجمي على موقع كوووة.
- الموقع الرسمي للجامعة التونسية لكرة القدم